# Árbol Chankiri

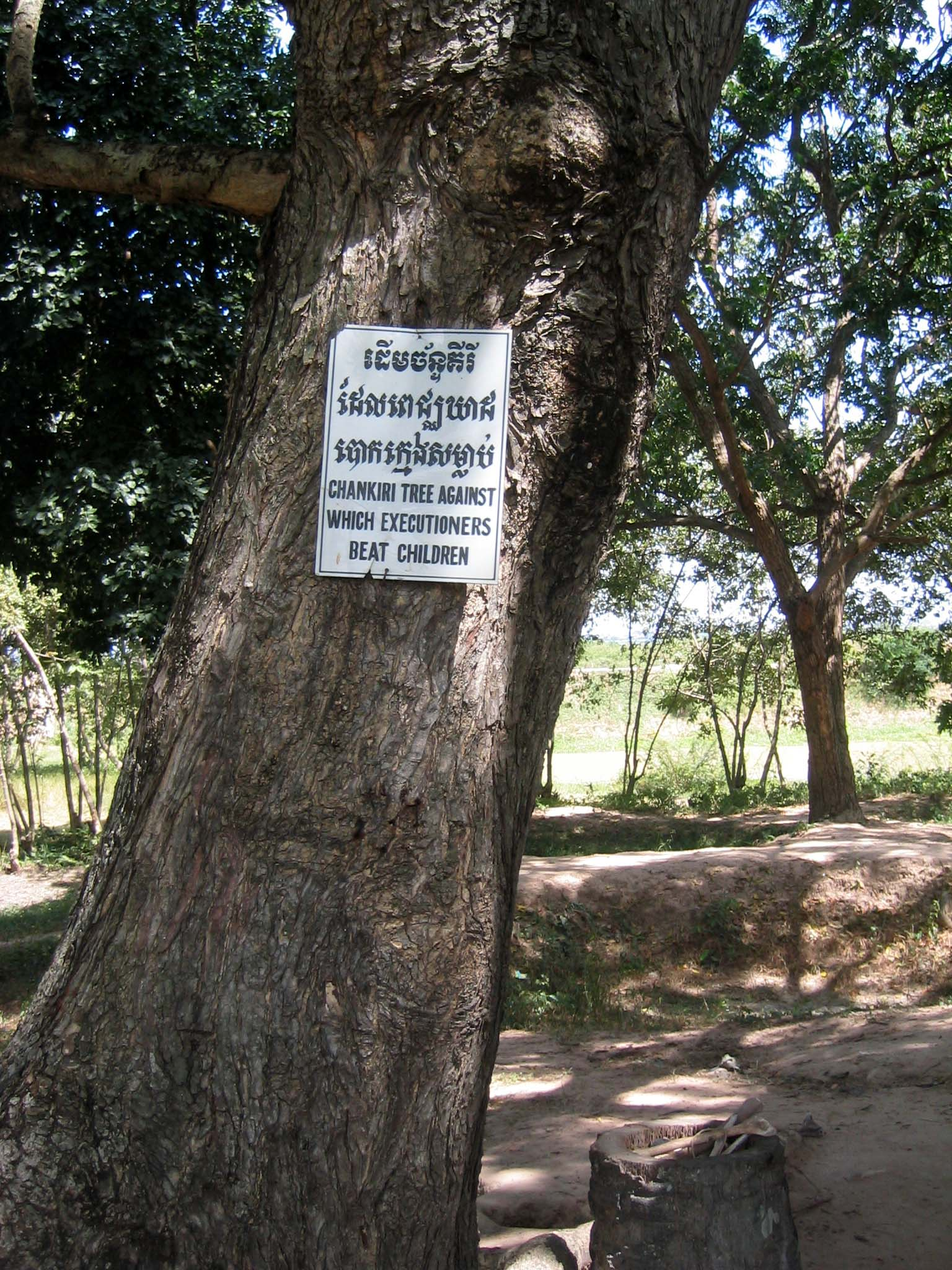
Árbol Chankiri. El letrero dice: "Árbol Chankiri, contra el cual los verdugos estrellaban a los niños"

El árbol Chankiri o “Árbol de la Muerte” fue un árbol, en los campos de la muerte camboyanos, contra el cual se estrellaba a los niños y a los bebés porque a sus padres se les acusaba de delitos contra los Jemeres Rojos. Se hacía así para que los niños "no tomaran venganza, al crecer, por las muertes de sus padres." Algunos soldados se reían al estrellar a los niños contra los árboles.